# Malešić
Malešić (cyr. Малешић) – wieś w Bośni i Hercegowinie, w Republice Serbskiej, w mieście Zvornik. W 2013 roku liczyła 398 mieszkańców.